# Mattia Baldi
Pour les articles homonymes, voir Baldi.
Mattia Baldi, né le 12 juillet 1977 à Faido, est un joueur professionnel suisse de hockey sur glace. Il évoluait au poste d'ailier gauche.

## Biographie

### Carrière en club
Natif de la Léventine, Mattia Baldi commence le hockey sur glace dans le club local du HC Ambri-Piotta. Il fait ses premiers pas en Ligue nationale A lors de la saison 1994-1995 avec les pensionnaires de la Valascia, avec qui il remporte la Coupe continentale en 1999 et termine en finale des séries éliminatoires au printemps 1999. Il ne peut cependant jouer que les trois derniers de la finale, à cause d'un bras cassé lors du dernier match de la saison régulière.
Il quitte son club formateur sur cette défaite face au HC Lugano et rejoint les ZSC Lions, où il retrouve son ancien coéquipier Peter Jaks. Avec le club zurichois, il devient double champion de Suisse (2000 et 2001) et d'Europe (2001 et 2002).
Il intègre, lors de la saison 2003-2004, l'effectif de Genève-Servette, où il ne reste qu'une saison, tombé en disgrâce aux yeux de l'entraîneur Chris McSorley et revient au Tessin. Il met un terme à sa carrière de joueur à la fin de la saison 2006-2007, à l'âge de 30 ans seulement.

### Carrière internationale
Mattia Baldi a représenté la Suisse lors des championnats d'Europe junior en 1994, ainsi que lors de deux mondiaux junior (1996 et 1997).
Par ailleurs, le Tessinois a porté le maillot de l'équipe de Suisse pendant les championnats du monde 1998, 1999 et 2002.

## Palmarès et honneurs personnels
Ligue nationale A
- Champion en 2000 et 2001 avec les ZSC Lions
- Vice-champion en 1999 avec le HC Ambri-Piotta et en 2002 avec les ZSC Lions

Coupe continentale
- Vainqueur en 1999 avec le HC Ambri-Piotta ; en 2001 et en 2002 avec les ZSC Lions

LNH
- Repêché au 8e tour (207e choix au total) par les Canadiens de Montréal lors du repêchage d'entrée dans la LNH 1996

## Statistiques

### En club
| Saison     | Équipe             | Ligue      |     | Saison régulière | Saison régulière | Saison régulière | Saison régulière | Saison régulière |   | Séries éliminatoires | Séries éliminatoires | Séries éliminatoires | Séries éliminatoires | Séries éliminatoires |
| Saison     | Équipe             | Ligue      | PJ  | B                | A                | Pts              | Pun              | PJ               | B | A                    | Pts                  | Pun                  |                      |                      |
| 1994-1995  | HC Ambri-Piotta    | LNA        | 3   | 0                | 0                | 0                | 0                | -                | - | -                    | -                    | -                    |                      |                      |
| 1995-1996  | HC Ambri-Piotta    | LNA        | 23  | 1                | 0                | 1                | 0                | 7                | 0 | 0                    | 0                    | 2                    |                      |                      |
| 1996-1997  | HC Ambri-Piotta    | LNA        | 38  | 2                | 4                | 6                | 26               | -                | - | -                    | -                    | -                    |                      |                      |
| 1997-1998  | HC Ambri-Piotta    | LNA        | 39  | 6                | 9                | 15               | 63               | 13               | 0 | 6                    | 6                    | 10                   |                      |                      |
| 1998-1999  | HC Ambri-Piotta    | LNA        | 44  | 6                | 12               | 18               | 89               | 3                | 0 | 0                    | 0                    | 0                    |                      |                      |
| 1999-2000  | ZSC Lions          | LNA        | 38  | 13               | 11               | 24               | 116              | 8                | 1 | 3                    | 4                    | 16                   |                      |                      |
| 2000-2001  | ZSC Lions          | LNA        | 43  | 5                | 7                | 12               | 80               | 16               | 2 | 3                    | 5                    | 12                   |                      |                      |
| 2001-2002  | ZSC Lions          | LNA        | 42  | 3                | 8                | 11               | 75               | 17               | 2 | 4                    | 6                    | 20                   |                      |                      |
| 2002-2003  | ZSC Lions          | LNA        | 36  | 4                | 3                | 7                | 102              | 12               | 0 | 1                    | 1                    | 6                    |                      |                      |
| 2003-2004  | Genève-Servette HC | LNA        | 44  | 6                | 6                | 12               | 40               | 12               | 0 | 0                    | 0                    | 29                   |                      |                      |
| 2004-2005  | HC Ambri-Piotta    | LNA        | 43  | 4                | 3                | 7                | 62               | 5                | 0 | 0                    | 0                    | 18                   |                      |                      |
| 2005-2006  | HC Ambri-Piotta    | LNA        | 32  | 1                | 4                | 5                | 36               | 7                | 0 | 0                    | 0                    | 6                    |                      |                      |
| 2006-2007  | HC Ambri-Piotta    | LNA        | 42  | 4                | 2                | 6                | 24               | 2                | 0 | 0                    | 0                    | 0                    |                      |                      |
| Totaux LNA | Totaux LNA         | Totaux LNA | 467 | 55               | 69               | 124              | 713              | 102              | 5 | 17                   | 22                   | 109                  |                      |                      |

### En équipe de Suisse
| Année | Compétition |   | PJ | B | A | Pts | Pun       |  | Résultats |
| 1994  | CE Jr.      | 5 | 0  | 3 | 3 | 2   | 6e place  |  |           |
| 1996  | CM Jr.      | 5 | 0  | 2 | 2 | 22  | 9e place  |  |           |
| 1997  | CM Jr.      | 6 | 2  | 1 | 3 | 14  | 7e place  |  |           |
| 1998  | CM          | 3 | 0  | 0 | 0 | 2   | 4e place  |  |           |
| 1999  | CM          | 6 | 1  | 0 | 1 | 6   | 8e place  |  |           |
| 2002  | CM          | 6 | 0  | 1 | 1 | 2   | 10e place |  |           |